# روفوس كارتر
روفوس كارتر هو سياسي كندي، ولد في 31 مارس 1866، وتوفي في 1932. حزبياً، نشط في الحزب الليبرالي في نوفا سكوشا ‏. وقد انتخب عضو مجلس نواب نوفا سكوتيا.